# Torre do Tombo (bairro)
Torre do Tombo é um bairro angolano da cidade de Moçâmedes‎, a capital da província de Namibe.